# Hans-Gösta Pehrsson
Hans-Gösta Pehrsson, född 10 oktober 1910 i Karlskrona stadsförsamling, Blekinge län, död 16 mars 1974 i Farsta församling, Stockholm, var en av de svenskar som avancerade högst i tyska Waffen-SS under andra världskriget.

## Biografi
Pehrsson anmälde sig som frivillig 1941 och placerades i Freikorps Danmark eftersom han var bosatt i Danmark på grund av den höga arbetslösheten i Sverige. Vid belägringen av Leningrad 1942 blev han den 2 augusti tilldelad befälet över en kulsprutepluton i egenskap av underofficer. Tack vare sin militära begåvning fick han året därpå en plats vid Waffen-SS krigsskola i Bad Tölz i Bayern. Vid examen 1943 erhöll han graden SS-Untersturmführer, det vill säga fänrik, i 11. SS Freiwilligen-Panzergrenadier-Division Nordland. Vid Narva blev han därefter kompanichef för Nordlands SS-Panzer-Aufklärungs Abteilung 11s tredje kompani och deltog 1944 vid flera strider i Baltikum i samband med sovjeternas storoffensiv.
I en strid vid Preekuln 27 oktober 1944, där Pehrsson hade fått order om att inta orten Trenki och hålla den till siste man, utplånades nästan hela hans kompani. När man hade besatt kullen och de sovjetiska bunkrarna räknade man till 25 soldater. Sovjet satte in alla resurser för att återta kullen, men i fyra dagar slog man tillbaka alla sådana försök. Den femte dagen, då de återstående soldaterna tvingades ge vika och retirera mot Pehrssons stabsplats 100 meter bakåt, ledde han ett motanfall med tolv man och överraskade Sovjet. Ett hundratal sovjetiska fångar togs och för sin bragd belönades Pehrsson den 25 december 1944 med utmärkelsen Ärespännet.
I januari 1945 evakuerades resterna av Nordland till Stettin i Pommern där de erhöll nya förstärkningar och materiel. Nära krigsslutet deltog divisionen i slaget om Berlin och Pehrsson blev befordrad till SS-Hauptsturmführer (kapten), vilket är den högsta grad någon svensk hade i Waffen-SS. Han blev sårad och tillfångatagen i Berlin och placerad på ett sovjetisk fältlasarett men lyckades rymma och tog sig därifrån via Danmark till Sverige. Han bosatte sig sedan i Stockholm där han avled i cancer 1974. Han är begravd på Skogskyrkogården.

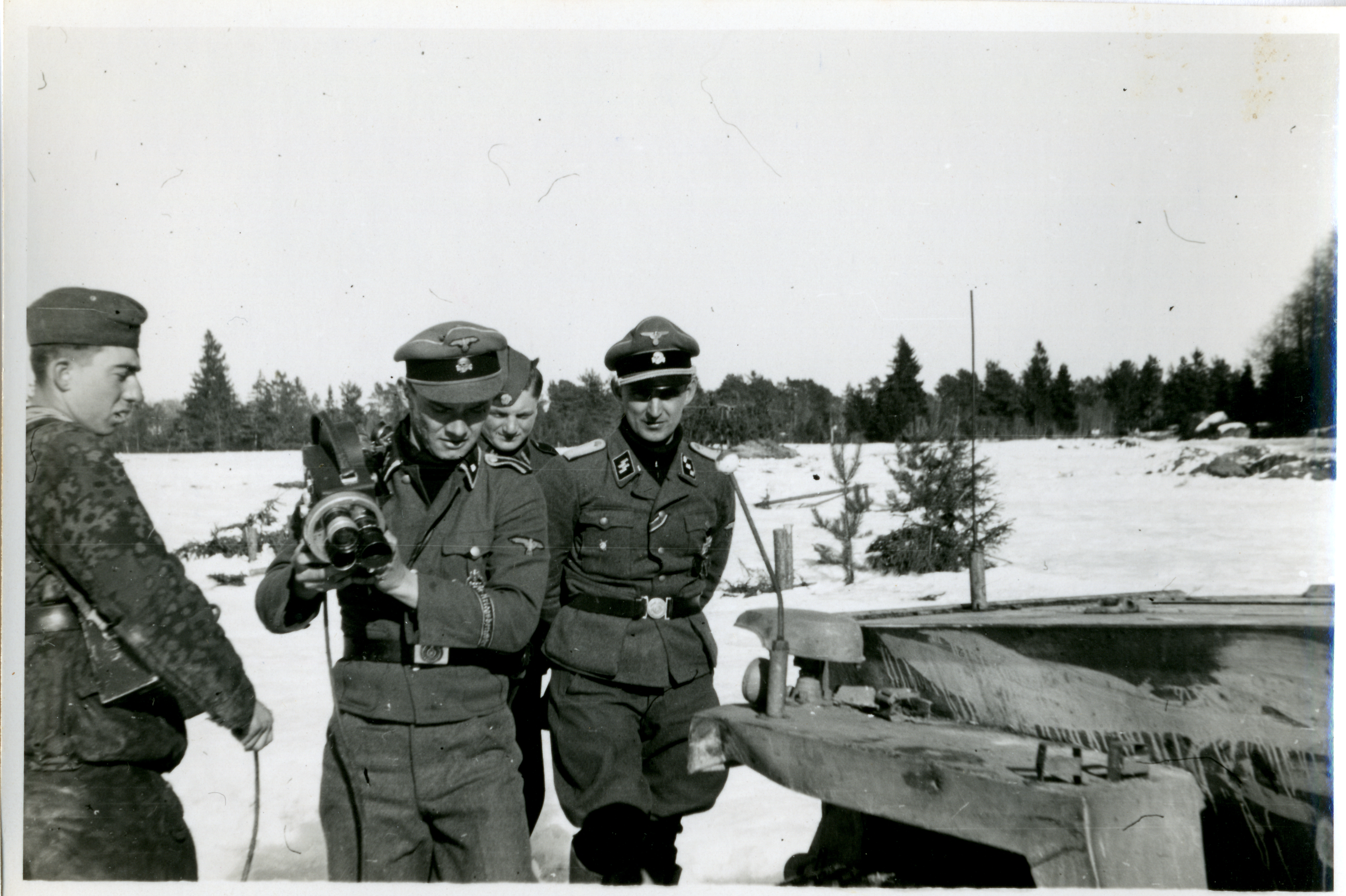
Hans-Gösta Pehrsson som Untersturmführer i närheten av Narva 1944.

## Utmärkelser
- Ärespännet
- Järnkorset av första klassen
- Järnkorset av andra klassen
- Närstridsspännet i silver
- Pansarstridsmärket för 25 strider
- Infanteristridsmärket
- Såradmärket i silver